# Смілка французька
Смілка гальська, смілка французька (Silene gallica L.) — вид квіткових рослин родини гвоздичні (Caryophyllaceae). Етимологія: видовий епітет вказує на Галлію, Франція.

## Морфологія
Однорічна трав'яниста рослина, від 10 до 45 см заввишки, волохата. Верхні й нижні листки вузько-ланцетні й волохаті; нижні довжиною до 3,5 сантиметрів, верхні менші. Суцвіття з'являються у верхній частині стебла, а деякі — у пазухах листків. Гроноподібні суцвіття містять від трьох до десяти квітів. Квіти білі або рожеві, іноді з темно-червоною плямою на кожній пелюстці, 10–14 мм в діаметрі, з цілими пелюстками або злегка порізаними. Пелюстки від 10 до 15 міліметрів. Плодові капсули конічні, розміром від 6 до 9 міліметрів. Насіння 0,5–0,7 × (0,5)0,8–1,2 мм, ниркоподібне, темно-коричневе, бородавчате. Число хромосом 2n = 24.

## Поширення
Батьківщина. Північна Африка: Алжир; Єгипет; Лівія; Марокко; Туніс. Кавказ: Грузія; Росія — Передкавказзя. Західна Азія: Афганістан; Кіпр; Єгипет — Синай; Ізраїль; Ліван; Сирія; Туреччина. Європа: Україна; Австрія; Угорщина; Об'єднане Королівство; Албанія; Болгарія; Хорватія; Греція; Італія; Македонія; Румунія; Словенія; Франція; Португалія [вкл. Азорські острови, Мадейра]; Гібралтар; Іспанія [вкл. Канарські острови]. Вид натуралізований у деяких інших країнах Азії, Європи, Африки, Північної та Південної Америки, в Австралії та в Новій Зеландії. 
Населяє піщані райони, оброблені поля, пасовища та сіножаті.
В Україні вид зростає переважно в західних районах, на Поліссі, в околицях Києва.

## Використання
Рослина має деякі медичні застосування.

## Галерея

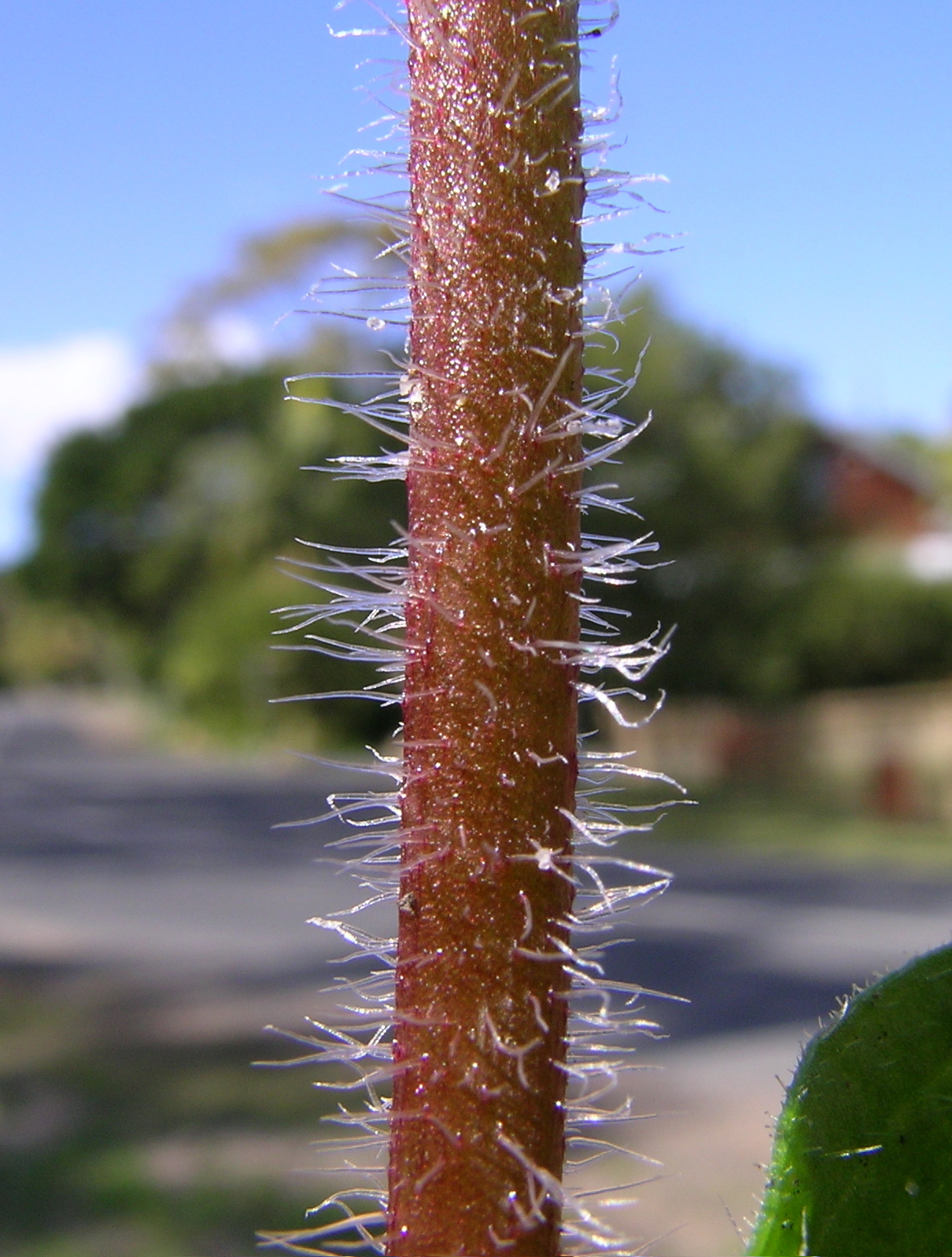
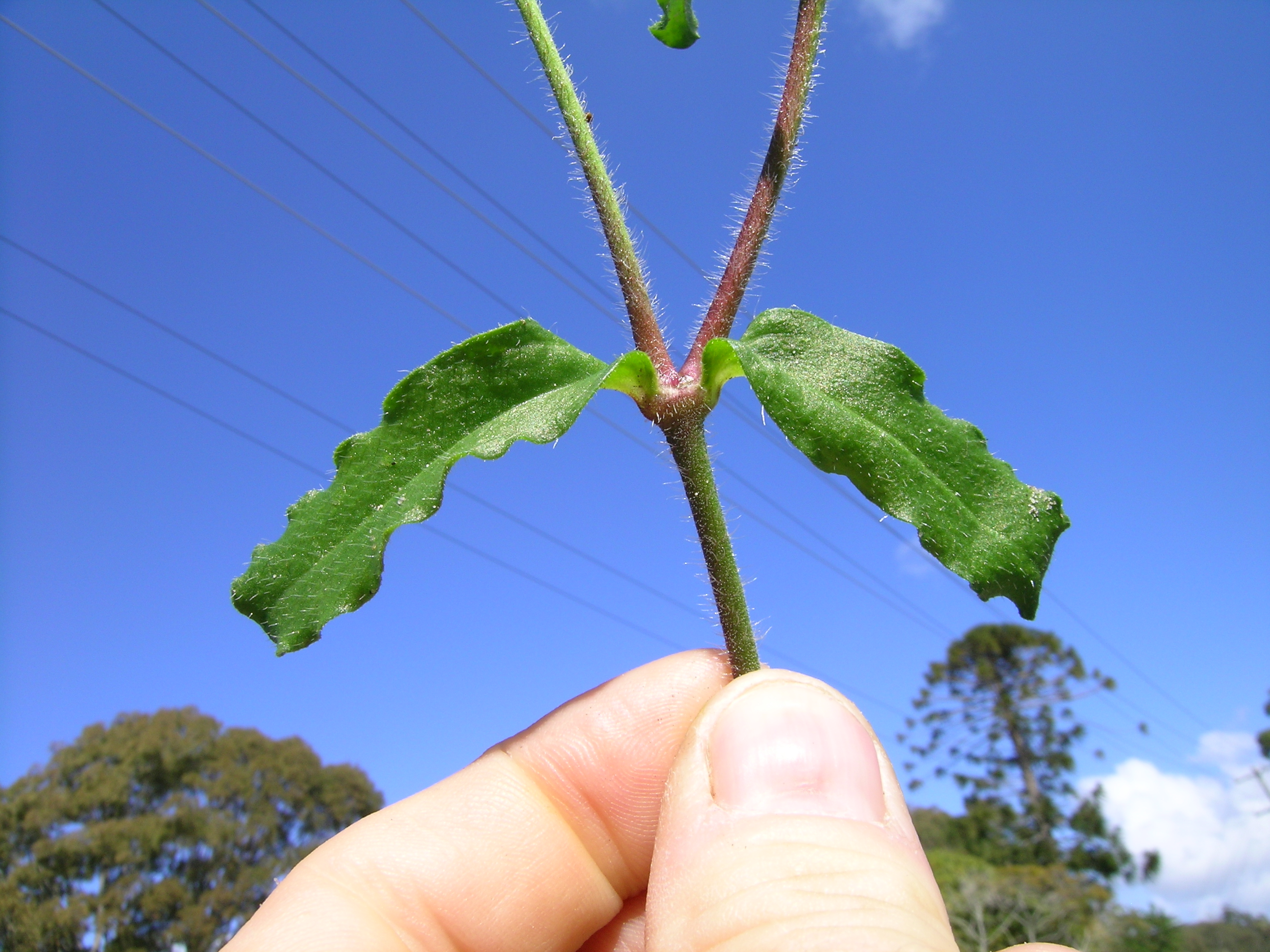
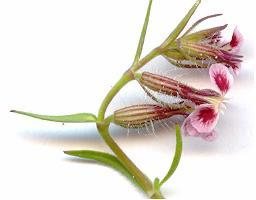
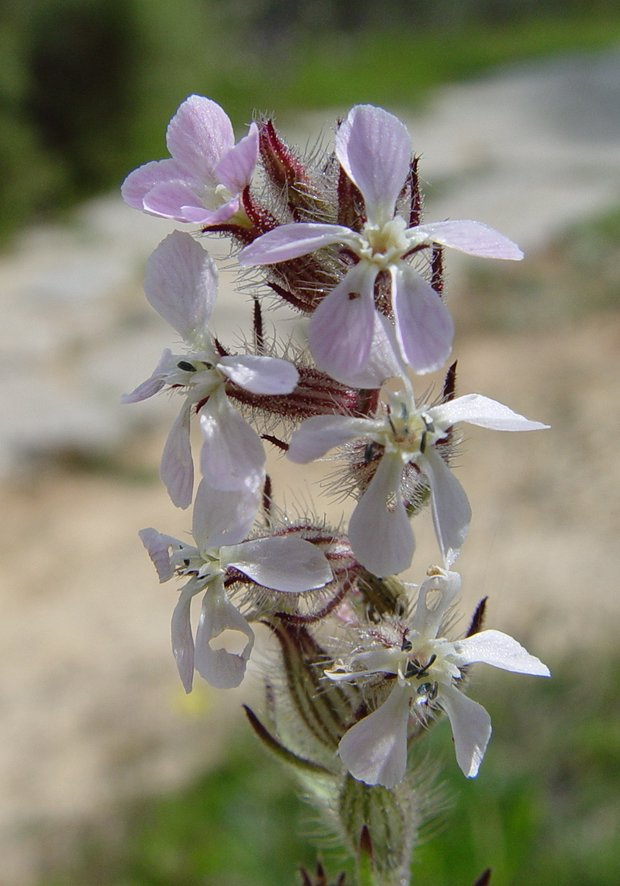
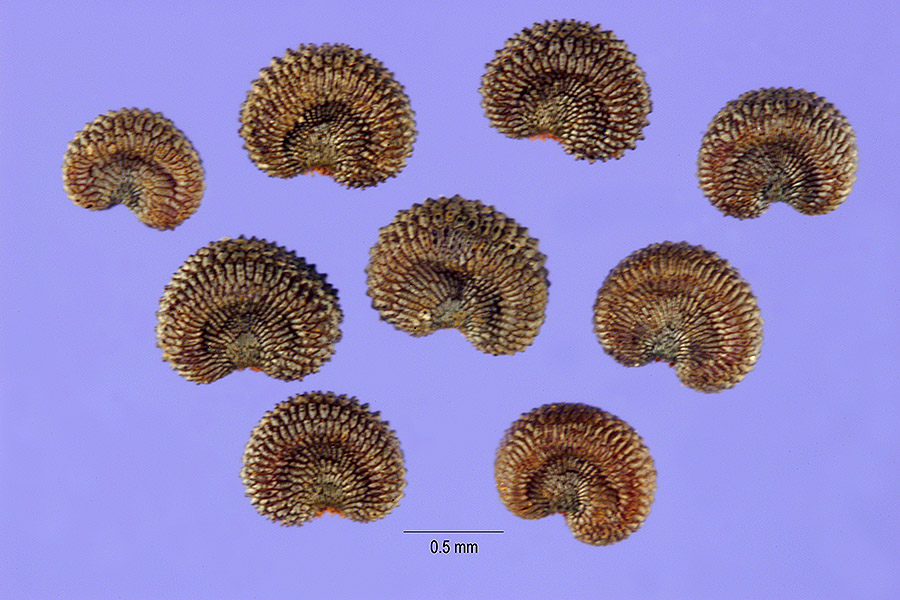
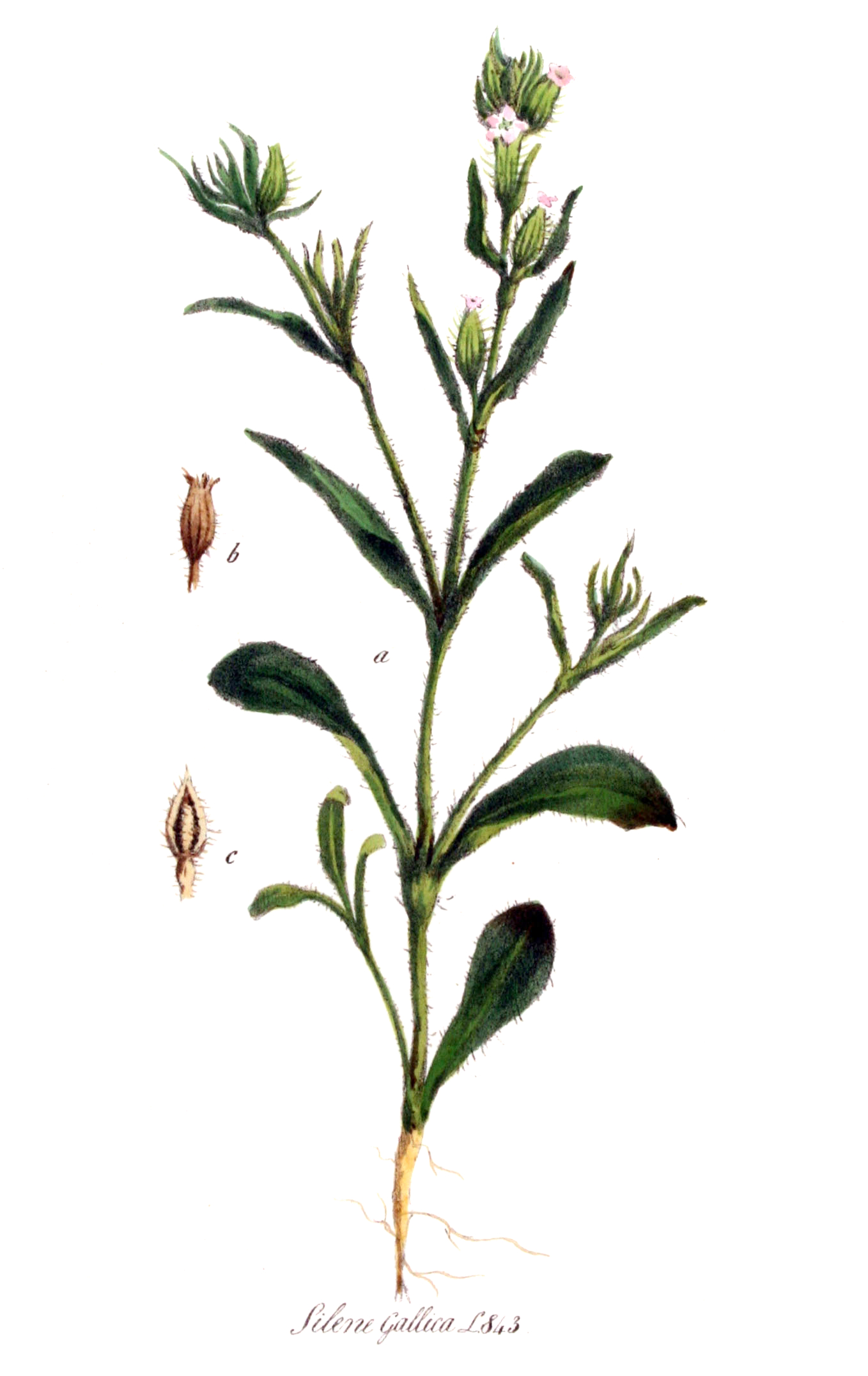